# Chajarí
Chajarí é um município da província de Entre Ríos, na Argentina.